# Sven Lindgren
Sven Ingemar Lindgren, född 5 januari 1946 i Blackstads församling i Kalmar län, är en svensk före detta politiker (moderat) och ämbetsman, som 2002–2011 var landshövding i Kalmar län. 
Han har varit ordförande i Sveriges Civilförsvarsförbund, Hushållningssällskapens förbund och stiftelsen Medevi Brunns Framtid. Han är ordförande i Stiftelsen Drottning Victorias Hotell & Vilohem på Öland samt Östgöta Gille i Stockholm. Hedersledamot i Kungliga Skogs- och Lantbruksakademien (KSLA). 

## Biografi
Sven Lindgren växte upp i Blackstad. Åren 1965–1974 var han ledamot i MUF:s förbundsstyrelse och 1965–66 riksordförande för Konservativ skolungdom (KS). Han var en av dem som grundade Konservativt idéforum 1971.
Han var reservofficer i Intendenturkåren med avlagd officersexamen 1972 och utnämndes till kapten 1977. Mellan 1980 och 2002 verkade Lindgren som universitetslektor i statsvetenskap vid Linköpings universitet. 1983–2002 var han moderat kommunalråd i Linköping och perioderna 1971–1974 och 1993–2002 var han ledamot i Moderaternas partistyrelse. Hedersledamot i Kalmar nation i Uppsala och Kalmar nation i Lund.
Sven Lindgren var från 1969 gift med riksdagsledamoten Anna Lindgren.